# Landbrugsministeriet
Landbrugsministeriet blev oprettet 22. maj 1896 forbindelse med dannelsen af Ministeriet Reedtz-Thott.
Ministeriets område blev udskilt fra Indenrigsministeriet og varetog i begyndelsen administrationen af både Landbrugs- og fiskeriområdet. I 1929 blev Fiskeridirektoratet en del af et nyoprettet Søfarts- og Fiskeriministerium men i 1935 atter overført til Landbrugsministeriet. I forbindelse med dannelsen af Regeringen Hans Hedtoft I i 1947 blev Fiskeriministeriet udskilt som et selvstændigt departement.
Ministeriet blev efter Folketingsvalget i 1994 igen sammenlagt med Fiskeriministeriet som Ministeriet for Landbrug og Fiskeri. I 1996 fik ministeriet bl.a. tilført myndigheden over Levnedsmiddelkontrollen for at skabe en samling af kontrol og administration af alle fødevareområder og ministeriet omdøbt til Fødevareministeriet. (Dog hedder det stadig Ministeriet for Fødevarer, Landbrug og Fiskeri i visse publikationer på nettet.)

## Ekstern henvisning
- Fødevareministeriet

|  | Denne artikel er mærket geografiske koordinater mangler og der er defineret et hovedkvarter Pt. kan skabelonen, som sættes denne besked, ikke håndtere geografiske koordinater på et hovedkvarter. Men der arbejdes på sagen. Du kan hjælpe ved at indsætte koordinater i wikidata. |